# John Easterling
John Easterling (becenevén „Amazon John”) (?, 1952. április 10. –) amerikai üzletember, közéleti személyiség, egykori kalandor, a természet- és állatvédelem elkötelezett híve, az egészséges életmód szószólója, az Amazonas vidékéről származó gyógynövényekkel foglalkozó Amazon Herb Company megalapítója és elnök-vezérigazgatója, Olivia Newton-John férje.

## Életrajza
John Easterling Charlotte városában (Észak-Karolina, USA) nevelkedett. Általános iskoláját a helyi Merry Oaks iskolában végezte. Mindössze a harmadik osztályt járta, amikor már kedvenc olvasmánya volt a hetente megjelenő Weekly Reader magazin egyik cikksorozata, melyben a világ különféle helyein lakó, tíz év körüli gyerekek életét mutatták be. Az egyik számban olvasta Sangrog, az Andokban élő kisfiú történetét. Ettől az időponttól szinte rögeszmés vágya lett Dél-Amerika, az Andok, elveszett városok felkutatása, a kalandok keresése.
1976-ban végzett az University of North Carolina egyetemen, környezetvédelmi szakon. Közvetlenül a diploma után jelentkezett az amerikai Békehadtesthez (Peace Corps), azonban Dél-Amerika helyett Elefántcsontpartra tudták volna küldeni, mezőgazdasági tanácsadásra egy gyapotültetvényre. Mivel az ehhez való szakképzettsége hiányzott, valamint Afrika sem vonzotta, végül nem vett részt a küldetésben. Eladta autóját, az árán vett egy Ecuadorba szóló repülőjegyet.
Miután egyetlen elveszett várost sem sikerült felkutatnia, Peruba utazott aranyat keresni, de nem talált semmit. Maradék pénzén lámaszőr pulóvereket vett, majd hazautazva azokat eladta, az így kapott pénzen fedezte következő, több hónapos utazását. Hamarosan kereskedni kezdett az Andokból származó ritka kövekkel, ásványokkal (rózsakvarc, opál, hegyikristály stb.), törzsi művészeti alkotásokkal. Noha túl nagy nyereséget nem tudott elérni, a bevétel elegendő volt a folyamatos utazások költségeinek fedezéséhez. Az elkövetkező évtizedekben három útlevele telt meg vízumokkal és pecsétekkel, közel kétszáz alkalommal utazott Dél-Amerikába.
Az első valódi ásatásra három évvel első útja után került sor, ahol néhány Kolumbusz előtti műalkotást és textilt találtak, amit múzeumoknak és gyűjtőknek adtak el. A törzsi műtárgyak, lámaszőr cikkek, különféle ritka kristályok kereskedelmére 1978-ban megalapította az Andes Fur Trading Co. Inc. céget, mely Raiders of the Lost Art néven működött.
Életében nagy törés volt, amikor 1980 körül hepatitis és Sziklás-hegységi kiütéses láz (rocky mountain spotted fever) betegségbe esett. Egy Észak-Karolinai kórházban a halál közelébe került, de végül sikerült valamelyest felépülnie. A betegség miatt testi és lelki egészsége hosszú távon megromlott, krónikus fáradtság szindróma lépett fel, egészségi állapota az optimális szint 60%-a körül állt. Utazásait viszont továbbra sem hagyta abba.
1990 körül egy motoros kenuval hajózott a Rio Ucayali felső folyása mentén, amikor a kimerültség, a meleg, az újra felszökött láz miatt vissza kellett fordulnia. Még eljutott a helyi Shipibo törzs egyik kis falucskájáig, ott azonban összeesett. Szerencséjére a törzs barátságos volt vele, a füvesember (curandero, medicine man, varázsló) helyi gyógynövényekből készített teakeveréke másnapra levitte a lázát. Három napig pihent a faluban, ezalatt állapota folyamatosan javult. Miután továbbutazott, még egy hétig itta a varázslótól kapott teát. Meglepve tapasztalta, hogy évek óta tartó krónikus testi és lelki fáradtsága maradéktalanul megszűnt. Úgy érezte, ezzel megtalálta azt az igazi kincset, amit mindig is keresett.
Hamarosan megismerkedett az akkor már igen idős Dr. Nicole Maxwell tudóssal, aki már negyven éve kutatta az Amazonas gyógynövényeit. Segítségével és közreműködésével John Easterling 1990-ben megalapította az Amazon Herb Companyt, kimondottan az Amazonas vidékéről származó gyógynövényekből készített gyógyteák, kivonatok, szépészeti szerek gyártására és forgalmazására. A Floridai Jupiter városában működő cég immár ültetvényeket tart fent az Amazonas vidékén, betartva a természetvédelem, a fenntartható fejlődés és az úgynevezett tisztességes kereskedelem (fair trade) szabályait. A jövedelem bizonyos részéből a tradicionális indián kultúrák fennmaradását támogatják.
John Easterling 2006 körül meghívta egy kenus dzsungel-kirándulásra a Patrick McDermott eltűnése miatt akkoriban mélyponton lévő Olivia Newton-John énekesnőt. Noha akkor már tíz éve ismerték egymást, közelebbi kapcsolat nem volt köztük eddig az időpontig. 2008. június 21-én Peruban indián szertartás szerint összeházasodtak. John Easterling és Olivia Newton-John a floridai Jupiter városában élnek, a híres világítótorony tőszomszédságában, idejük jelentős részét utazással, környezetvédelemmel és az egészséges életmóddal kapcsolatos felvilágosítással töltik.
John Easterling és Olivia Newton-John először 2010 március közepén jártak Budapesten. Az út célja elsősorban az Amazon Herb Company termékeinek, köztük az akkoriban új Zamu egészségitalnak a bevezetése volt a magyar piacra. A termékek viszonylag magas ára, a cég a magyar piacon való ismeretlensége és a gyenge marketing miatt a termékbevezetés nem volt sikeres. A második látogatás 2010 október elején történt, John Easterling ekkor feleségét, Oliviát kísérte el a rákellenes lánchídi séta rendezvényre.
2011. október 12-én John Easterling és Olivia Newton-John közösen nyerték el a SAFE Water Award díjat, melyet az Amazonas tisztaságának megőrzéséért végzett munkájuk elismeréseként kaptak. Pontosan egy évvel később, 2012. október 12-én ők ketten nyerték el az Amazonas esőerdőinek megőrzéséért és a környezetvédelem anyagi támogatásáért az első alkalommal kibocsájtott ACEER Legacy Award díjat.